# Sonate K. 88
Pour les articles homonymes, voir K88.
La sonate K. 88 (F.49/L.36) en sol mineur est une œuvre pour violon et clavier du compositeur italien Domenico Scarlatti.

## Présentation
La sonate K. 88, en sol mineur, est notée successivement Grave – Andante moderato – Allegro – Minuet. Comme ses consœurs K. 81, 89, 90 et 91, l'effectif est variable selon les interprètes, mais consiste en un continuo (la basse est chiffrée) assuré par le clavecin et éventuellement une basse (violoncelle) et un dessus, tel un violon, flûte, etc. Le nombre de mouvements — sauf pour la K. 89 — est de quatre, alternant lent et rapide à l'italienne. À la fin se positionne souvent un mouvement de danse ; ici un menuet — une gigue pour la K. 90.

## Manuscrits

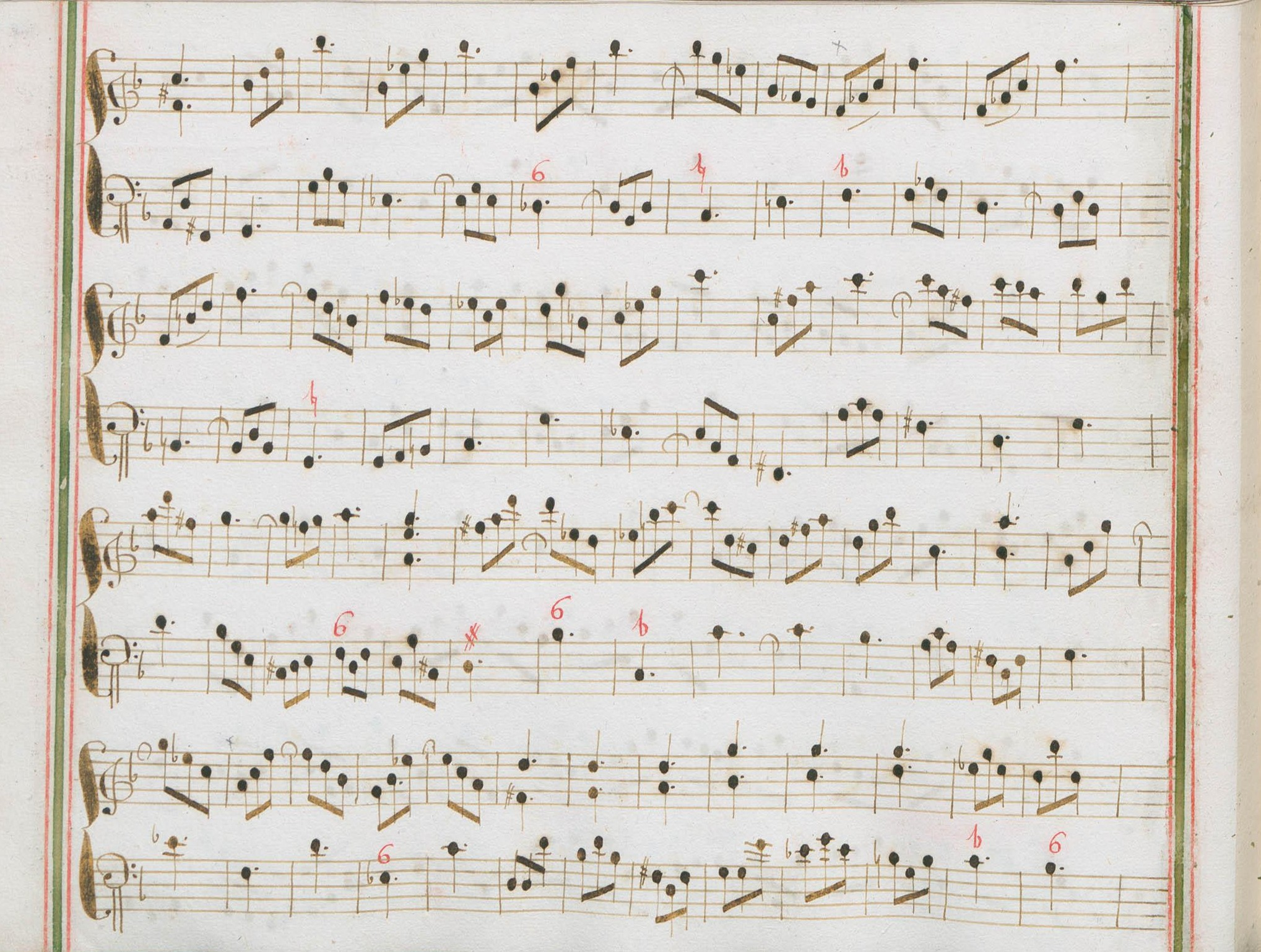
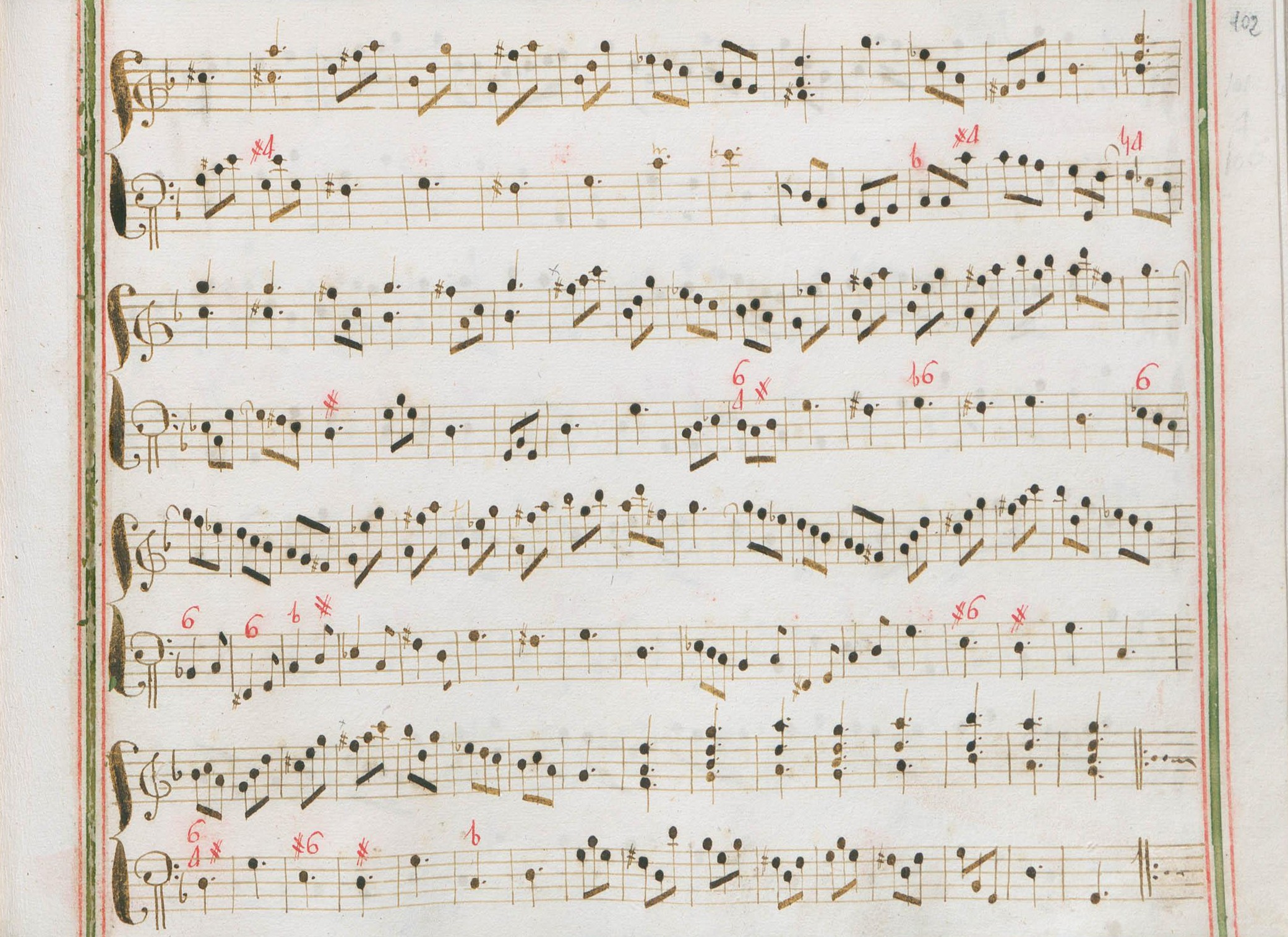
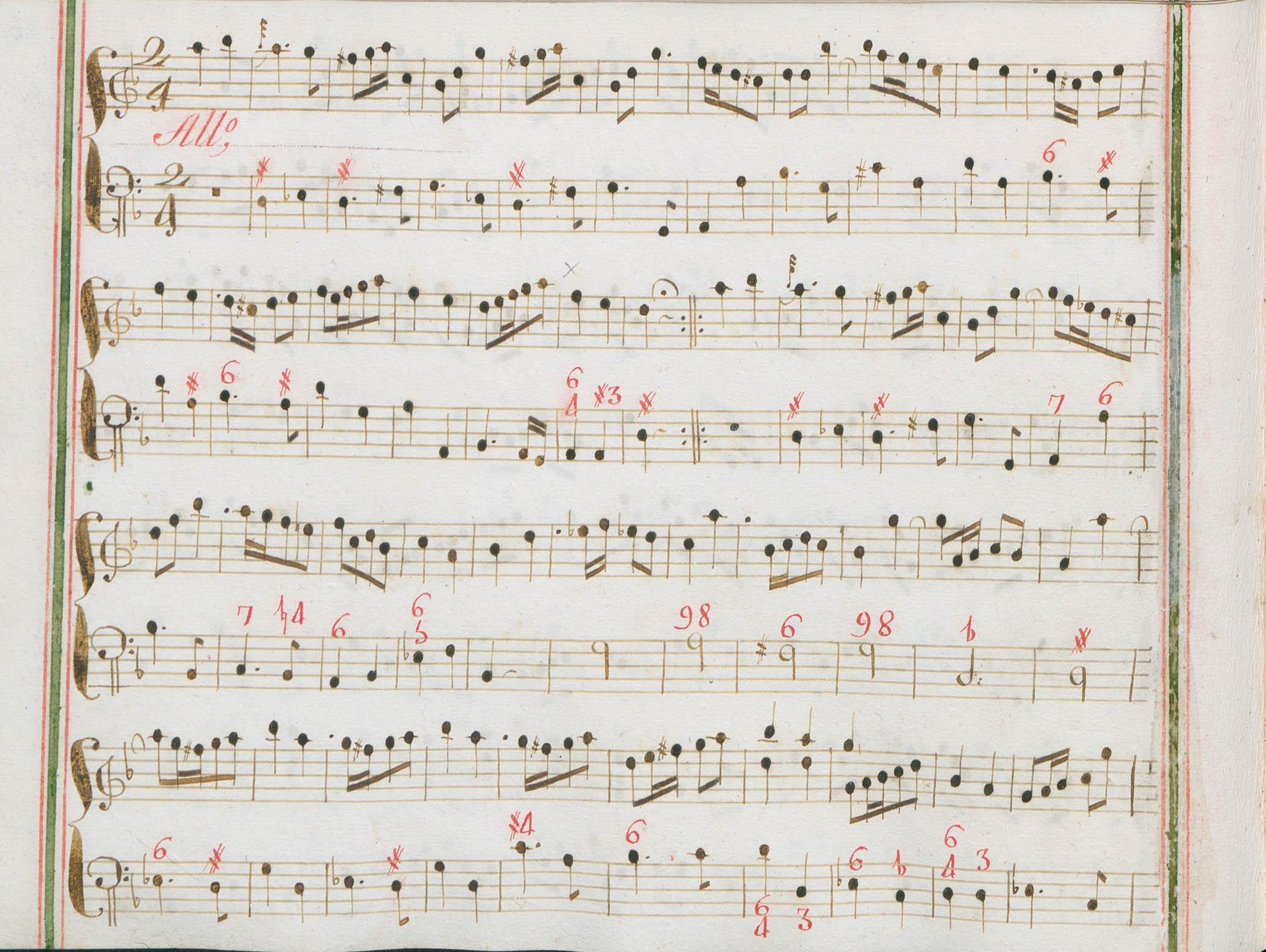
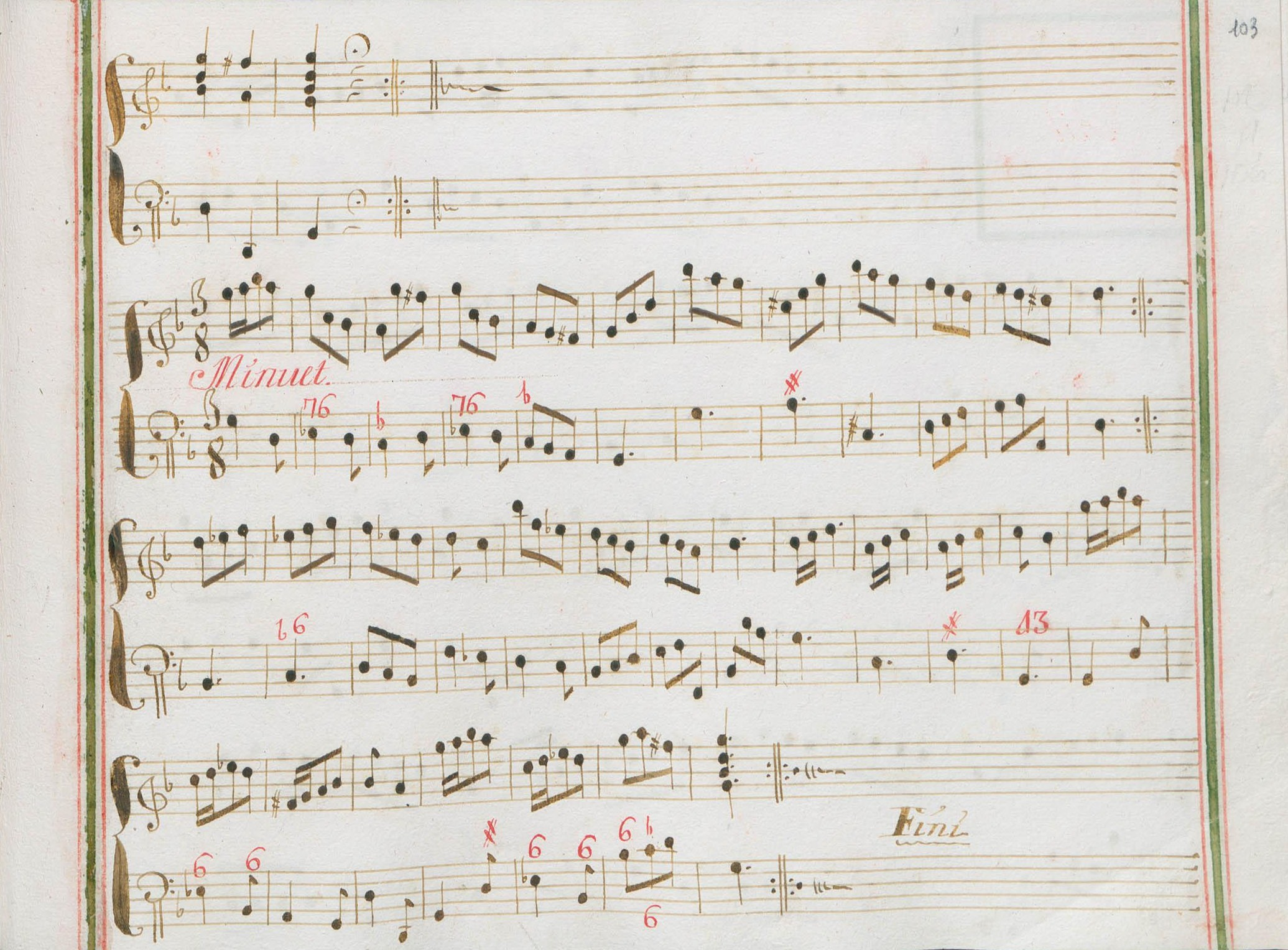

Le manuscrit principal est le numéro 53 du volume XIV (Ms. 9770) de Venise (1742), copié pour Maria Barbara.

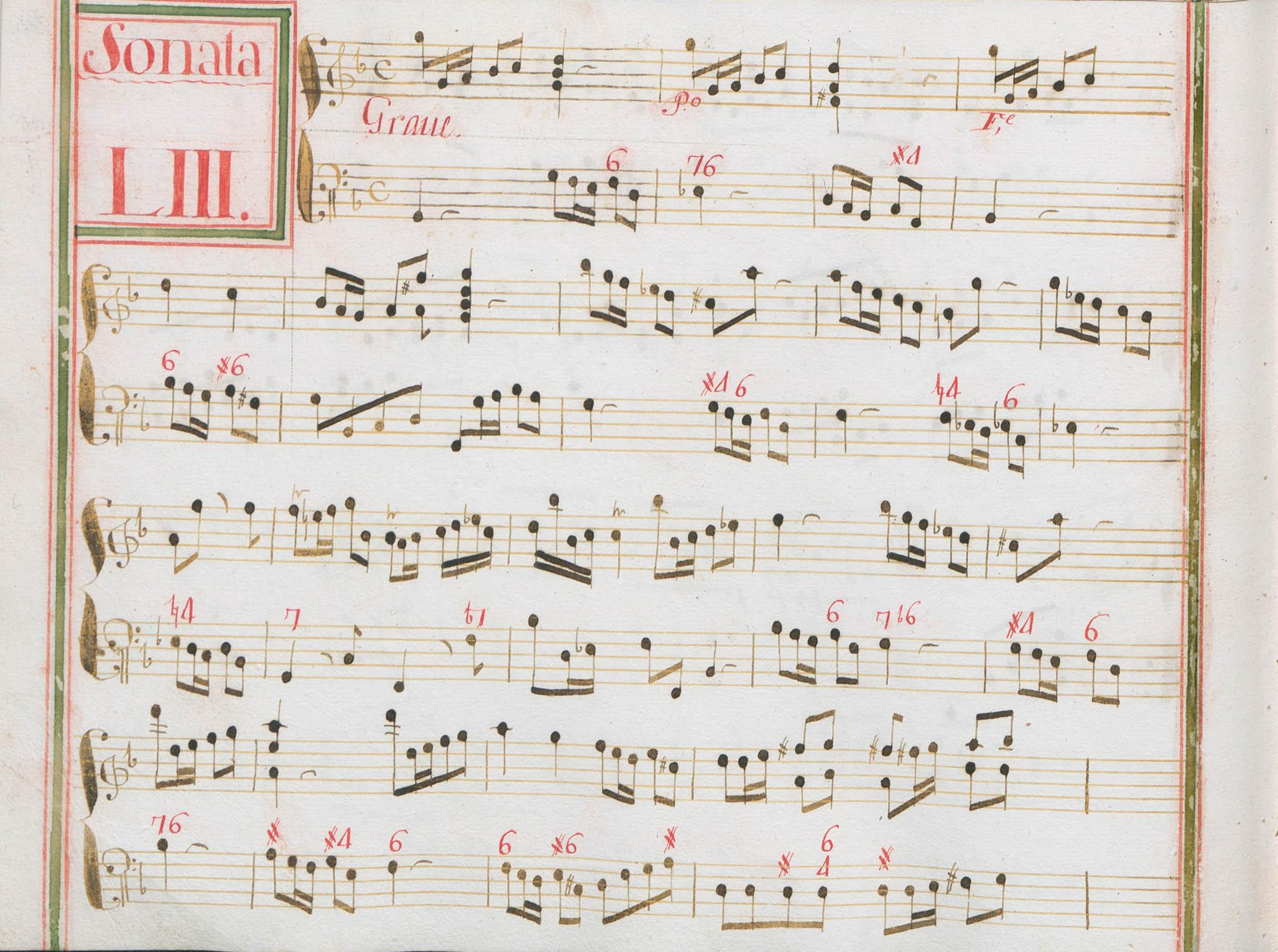
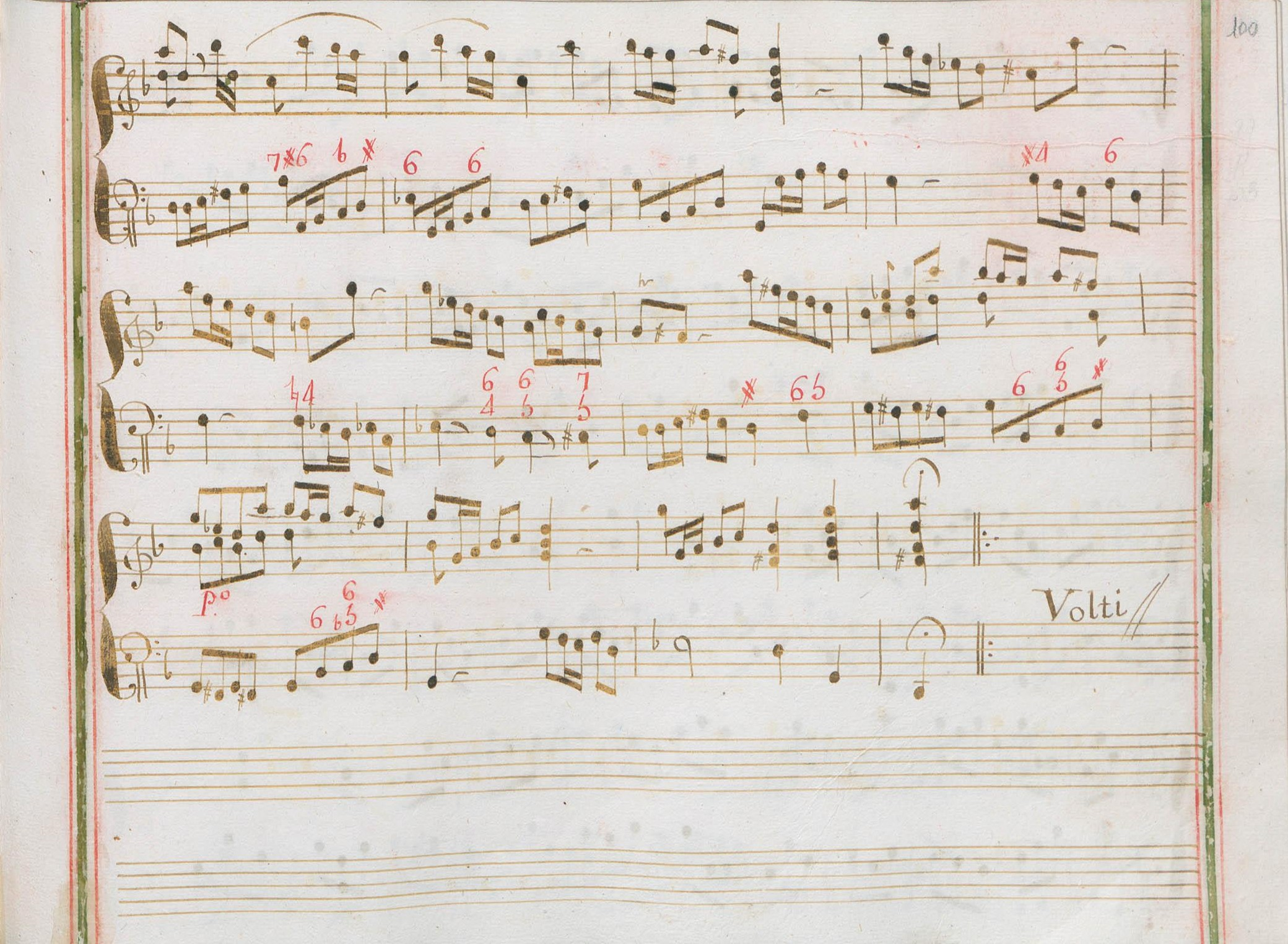
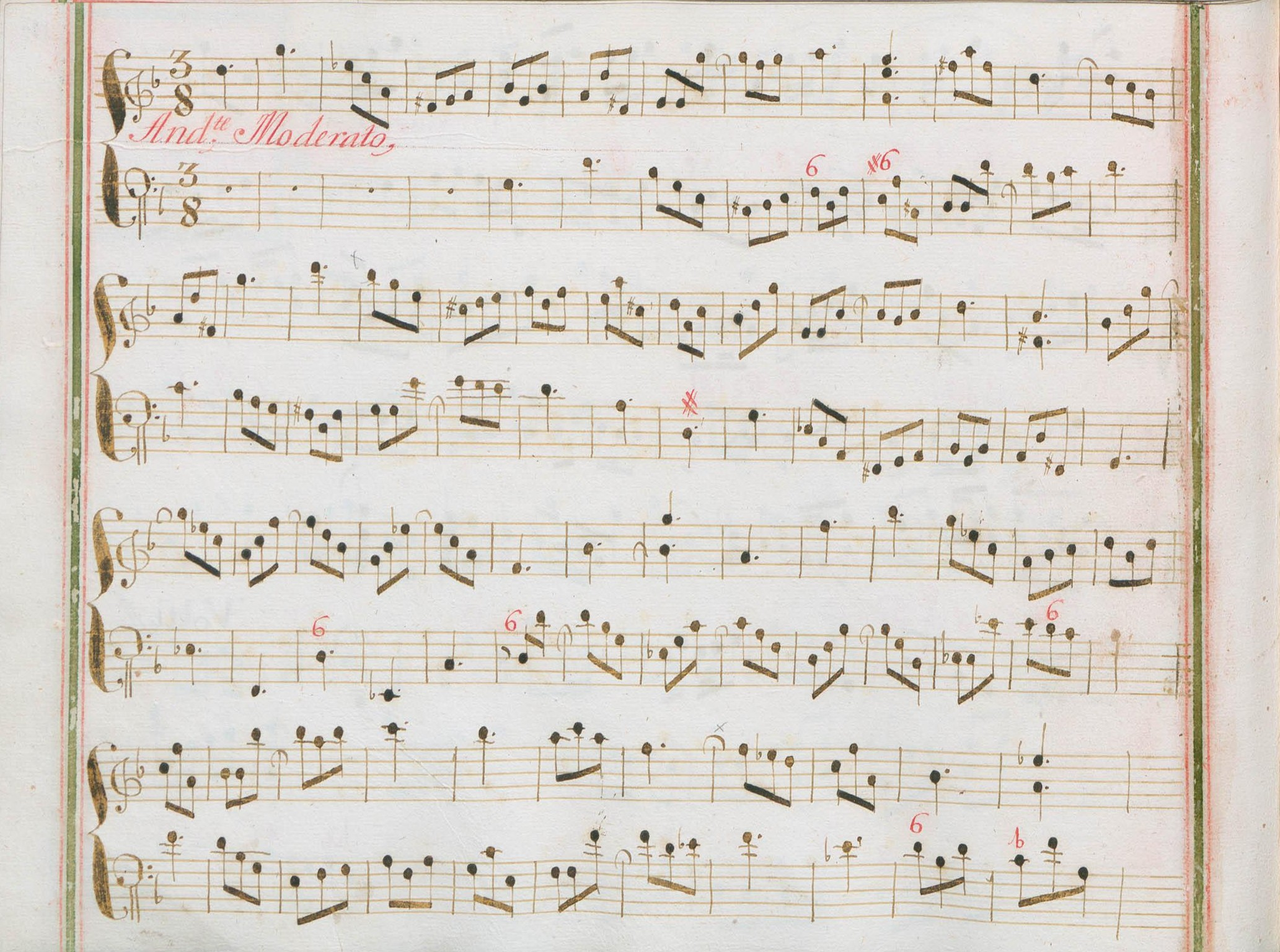
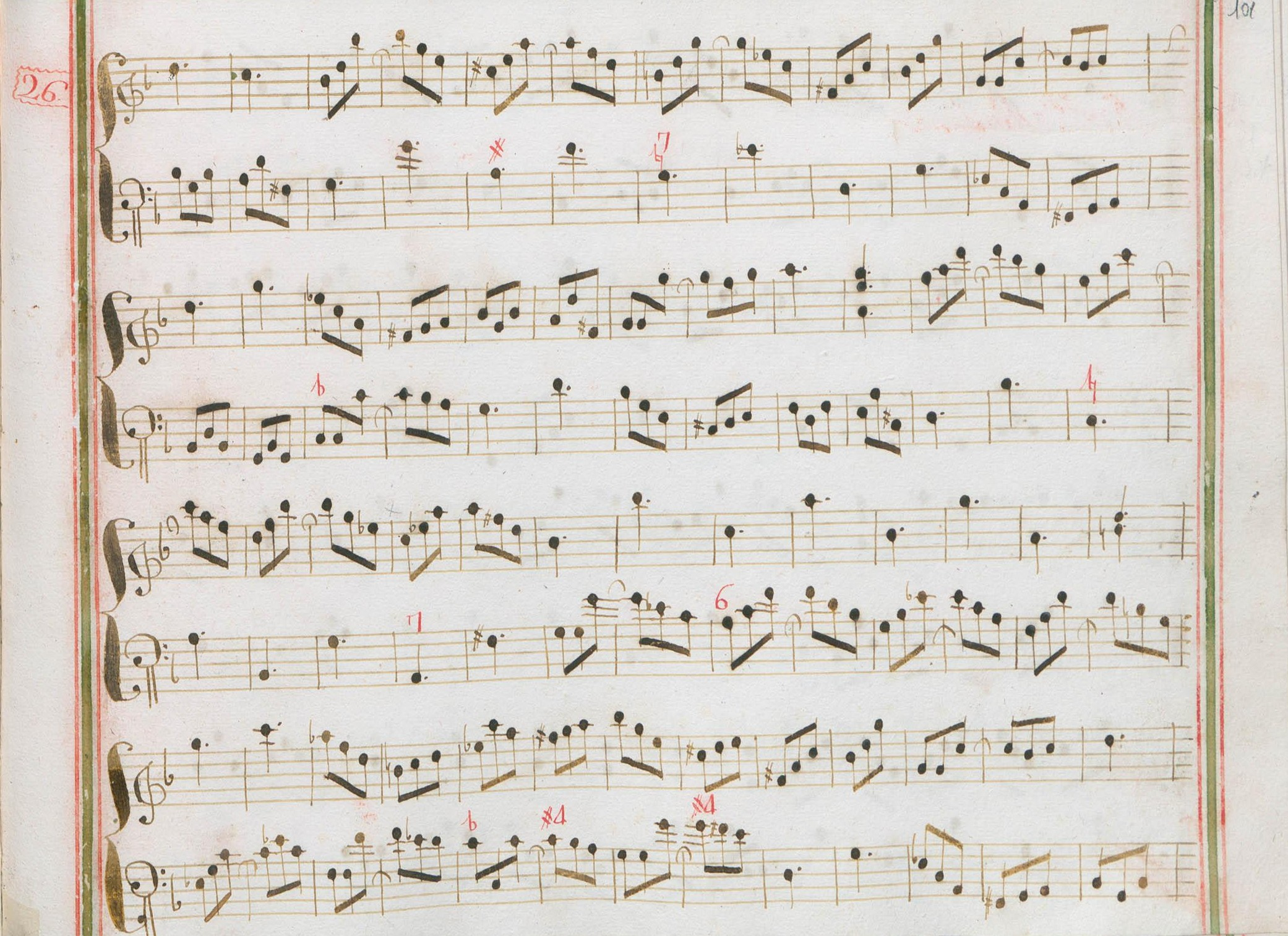

## Arrangement
Charles Avison utilise la sonate dans ses 12 Concertos grossi d'après les sonates de Domenico Scarlatti publiés à Londres, en 1744. Le Grave, transformé en Adagio ouvre le Concerto VII et le menuet final dans le même concerto, en troisième mouvement avant le finale.

## Interprètes
Les sonates de chambre, parmi lesquelles la K. 88, ont été enregistrées, notamment par :
- Julian Olevsky, violon ; Fernando Valenti, clavecin (1955, LP Westminster XWN 18113 / Forgotten Records) — dans l'arrangement de Lionel Salter[4].
- Scott Ross : ensemble de chambre avec cordes et basson (1985, Erato)[5]
- Richard Lester : flûte douce et clavecin (2004, Nimbus, vol. 5)
- Pieter-Jan Belder : violon, clavecin, violoncelle (Brilliant Classics, vol. 2)
- Mauro Squillante, mandoline et Raffaele Vrenna au clavecin (2007, Stradivarius, vol. 10)
- Duo Capriccioso : mandoline et guitare (2008, Thorofon)
- L'Arte dell'Arco, dir. Frederico Guglielmo (CPO)
- Dorina Fratti, mandoline et Daniele Roi, clavecin (Dynamic)
- Duilio Galfetti, mandoline lombarde (2011, Passacaille)
- Capella Tiberina : violon et continuo (2013, Brilliant Classics)
- Ensemble Arte Mandoline (Brilliant Classics)
- Duo Gervasio, guitares (CPO)
- Valerio Losito, viole d'amour et Andrea Coen, clavecin (Brilliant Classics)
- Ensemble La Tempestad, dir. et arrangements de Silvia Márquez Chulilla (2018, IBS)
- Sergio Gallo (fi), piano (2022, Naxos vol. 27)

## Sources
: document utilisé comme source pour la rédaction de cet article.
- Ralph Kirkpatrick (trad. de l'anglais par Dennis Collins), Domenico Scarlatti, Paris, Lattès, coll. « Musique et Musiciens », 1982 (1re éd. 1953 (en)), 493 p. (ISBN 978-2-7096-0118-4, OCLC 954954205, BNF 34689181).
- Alain de Chambure, « Domenico Scarlatti, Intégrale des sonates — Scott Ross », Erato/Éditions Costallat (2564-62092-2 (livret : 2292-45309-2)), 1985 (OCLC 891183737) .